# Deborah Snyder
Deborah Snyder (née Johnson) é uma produtora americana de longas-metragens e comerciais de televisão. Ela é casada com o cineasta Zack Snyder, e trabalhou como seu parceiro de produção frequente em filmes como Watchmen e 300 . Ela é o co-fundadora da empresa de produção Cruel and Unusual Films.

## Vida pessoal
Deborah Snyder é casada com o produtor cinematográfico Zack Snyder. O casal se conheceu em 1996, e casaram-se em 25 de Setembro de 2004 na Igreja Episcopal St. Bartholomew's em Manhattan, Nova Iorque. Eles residem atualmente em Pasadena, Califórnia.

## Filmografia
| Ano  | Filme                                         | Papel               |
| ---- | --------------------------------------------- | ------------------- |
| 2007 | 300                                           | Produtora executiva |
| 2009 | Watchmen                                      | Produtora           |
| 2010 | Legend of the Guardians: The Owls of Ga'Hoole | Produtora executiva |
| 2011 | Sucker Punch                                  | Produtora           |
| 2013 | Man of Steel                                  | Produtora           |
| 2014 | 300: Rise of an Empire                        | Produtora           |
| 2016 | Batman v Superman: Dawn of Justice            | Produtora           |
| 2016 | Esquadrão Suicida                             | Produtora executiva |
| 2017 | Mulher-Maravilha                              | Produtora           |
| 2017 | Liga da Justiça                               | Produtora           |
| 2018 | Aquaman                                       | Produtora executiva |
| 2020 | Wonder Woman 1984                             | Produtora           |
| 2021 | Zack Snyder's Justice League                  | Produtora           |
| 2021 | Army of the Dead                              | Produtora           |
| 2021 | The Suicide Squad                             | Produtora executiva |
| 2021 | Army of the Thieves                           | Produtora executiva |
| 2022 | The Flash                                     | Produtora executiva |
| 2022 | Aquaman and the Lost Kindgom                  | Produtora executiva |
| TBA  | Mulher-Maravilha 3                            | Produtora           |
| TBA  | Rebel Moon                                    | Produtora           |
| TBA  | Army of the Dead: Lost Vegas (Série)          | Produtora Executiva |
| TBA  | Planet of The Dead                            | Produtora           |
| TBA  | Twilight of the Gods (Série/Anime)            | Produtora Executiva |